# Miguel Ibarrola González
Miguel de Ibarrola y González, de la Gorbea y Fernández de Cuevas (Madrid, 19 de juliol de 1776 –Madrid, 17 de gener de 1848) Marquès de Zambrano, va ser un militar i polític espanyol, Cavaller de la Reial i Militar Orde de Sant Hermenegild, Mariscal de Camp dels Reals Exèrcits, Governador militar de Tarragona i Subdelegat de Rendes.

## Biografia
Fill de Francisco de Ibarrola y de la Gorbea, marquès de Zambrano, del Consell de Castella, i de Paula Petronila González y Fernández de Cuevas. Obté en 1792 el grau de capità en el Regiment d'Hússars de Villaviciosa lluitant en les guerres contra la Convenció francesa. Casa amb Isabel de Mollinedo y de Càceres, de noble família castellana, i després, ja com a tinent coronel, participa en la guerra amb Portugal i, com a coronel d'Hússars, en la Guerra del francès combatent a Catalunya. Després de la guerra és Comandant militar de Sevilla i Cap de Brigada de Cavalleria de Catalunya. Detingut i confinat durant tot el Trienni liberal, després de la restauració absolutista és Comandant militar de Màlaga i Comandant de la Cavalleria de la Guàrdia Reial. El 27 de juny de 1825 el Rei el nomena  secretari de Despatx de la Guerra, càrrec que ocuparà durant set anys. Al seu cessament és nomenat Capità General de Castella la Nova.